# 21e compagnie nord-africaine
La 21e compagnie nord-africaine (21e CNA) est une unité des Forces françaises libres. Créée en juillet 1941 avec des soldats marocains ralliés à la France libre, elle combat  avec la 2e brigade française libre dans la guerre du Désert. Elle forme la compagnie antichar n° 2 en mars 1943.

## Historique

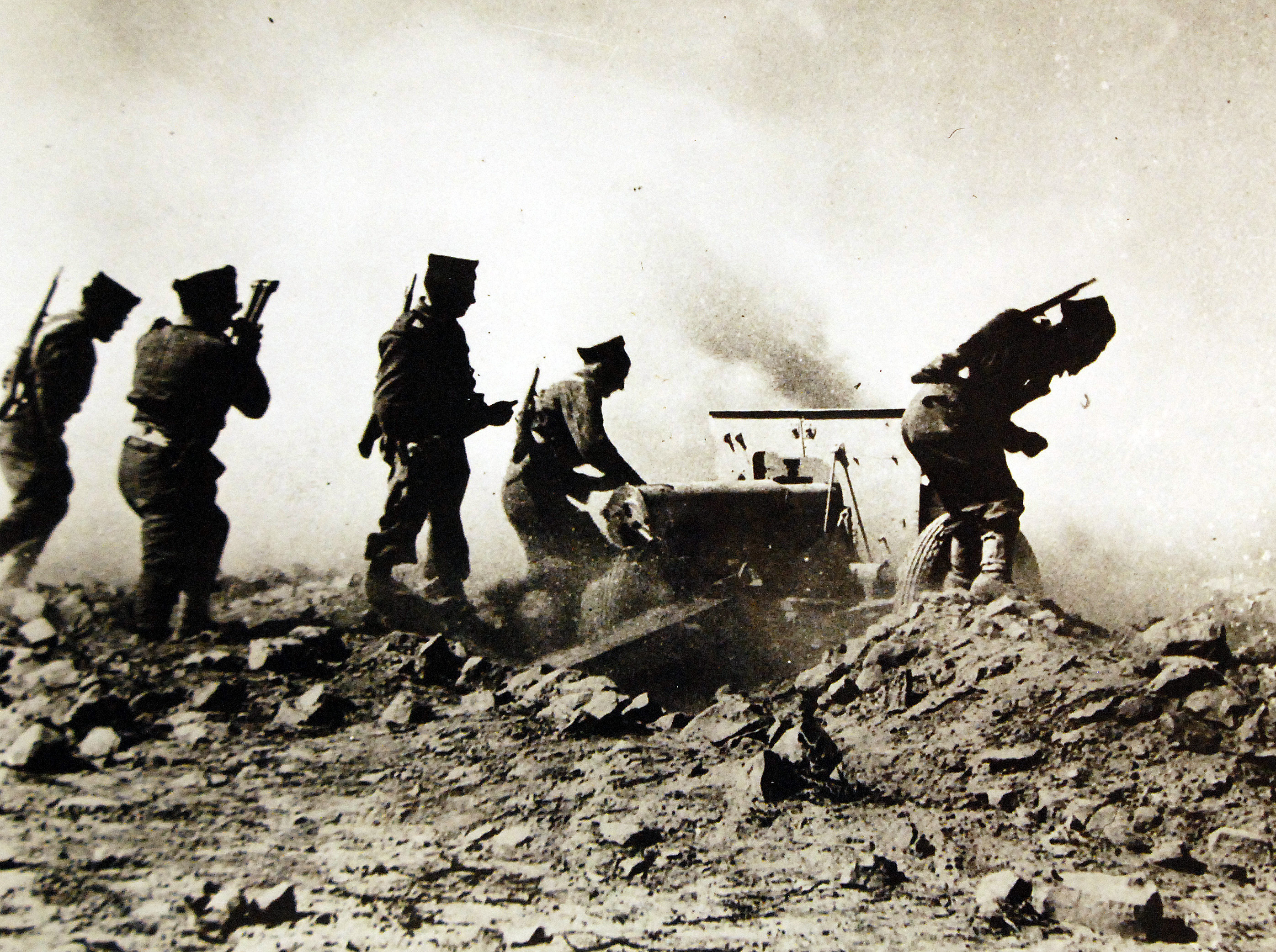
Soldats d'une des compagnies nord-africaines maniant un canon de 75 en 1942.

La 21e compagnie divisionnaire nord-africaine est formée à Damas le 1er juillet 1941, à partir de soldats nord-africains de la garnison vichyste du Levant, ralliés aux forces françaises libres après la campagne de Syrie. Les hommes viennent principalement du Ve bataillon du 1er régiment de tirailleurs marocains et du 1er régiment de spahis marocains (escadron porté). Elle compte une section de canons antichars de 75 et deux sections de voltigeurs et mitrailleurs.
Elle est initialement rattachée à la 1re division légère d'infanterie des FFL mais reste en Syrie au départ de cette unité (renommée 1re brigade) vers la Libye. Elle part finalement le 20 avril 1942 pour l’Égypte avec la 2e brigade française libre. Elle compte alors douze canons antichars de 75.
Elle combat en seconde ligne lors de la bataille de Bir Hakeim (mai-juin 1942) et la bataille d'El Alamein (novembre 1942).
En janvier 1943, elle est part à Almaza, où elle est rééquipée avec des canons antichars de 6 livres. Elle fusionne le 20 mars 1943 avec la 23e CNA pour former la compagnie antichar n° 2 (CAC no 2).

## Chefs d'unité
- juillet 1941 : adjudant-chef Paldacci[1]
- avril 1942 : capitaine Dunyach[2]
- décembre 1942 : capitaine Stahl[2]